# Копилов Сергій Анатолійович
Сергій Анатолійович Копилов (* 23 червня 1963, Слов'янськ) — український історик-славіст, історіограф, доктор історичних наук, професор. Син історика Анатолія Копилова. З 30 січня 2013 року – ректор Кам'янець-Подільського національного університету імені Івана Огієнка. За його бездіяльності та байдужості університет ліквідовано у 2025 році.

## Біографія
Закінчив історичний факультет Київського університету (1985). Працював асистентом, стажистом-дослідником Луцького педагогічного інституту, 1987 стажувався в Софійському університеті (Болгарія). 1988 захистив кандидатську дисертацію на тему: «Участь Робітничої молодіжної спілки у зміцненні народно-демократичного ладу в Болгарії (1944—1947 рр.)». Від 1988 — у Кам'янець-Подільському педагогічному інституті: асистент, старший викладач, доцент, професор. Від 2002 — декан історичного факультету, з 2006 — завідувач кафедри всесвітньої історії. Цього ж року захистив докторську дисертацію на тему: «Українська історична славістика нового часу: витоки, становлення і етапи розвитку».

## Наукова діяльність
Член редколегій наукових збірників: «Наукові праці Кам'янець-Подільського державного університету: Історичні науки»; «Освіта, наука і культура на Поділлі: Збірник наукових праць»; «Іван Огієнко і сучасна наука та освіта»; «Славістичний альманах». Автор і співавтор кількох підручників та навчальних посібників. Науковий доробок — понад 100 робіт.

## Праці
- Новітня історія країн Європи і Америки (1918—1945 рр.). Кам'янець-Подільський, 1997 (у співавт.);
- Новітня історія країн Європи і Америки (1918—1945 рр.). К., 2003 (у співавт.);
- Новітня історія країн Європи і Америки (1945—2002 рр.). К., 2004 (у співавт.);
- Проблеми історії слов'янських народів в історичній думці України (остання третина XVII — початок XX ст.). Кам'янець-Подільський, 2005;
- Джерелознавство нової і новітньої історії країн Європи і Америки. Кам'янець-Подільський, 2007.
- Копилов С. А. Історіографія всесвітньої історії : метод. рекомендації до семінар. занять для студ. ден. та заоч. форм навч. / С. А. Копилов. – Кам’янець-Подільський : Кам’янець-Поділ. нац. ун-т ім. І. Огієнка, 2009. – 44 с.
- Копилов С. А. Світова історіографія новітньої доби : навч.-метод. посіб. для студ. істор. ф-ту / С. А. Копилов, В. В. Верстюк. – Кам’янець-Подільський : Кам’янець-Поділ. нац. ун-т ім. І. Огієнка, 2012. – 55 с.
- Газін В. П. Новітня історія країн Європи та Америки на початку ХХІ ст. : навчальний посібник / В. П. Газін, С. А. Копилов. — Кам’янець-Подільський: Кам’янець-Подільський національний університет імені Івана Огієнка, 2015. — 284 с.
- Копилов С. Іван Огієнко: у пошуку української ідеї та шляхів її реалізації (перша третина ХХ ст.). Кам’янець-Подільський : ТОВ «Друкарня “Рута”», 2022. 380 с.